# Ask, Motala kommun
Ask är kyrkbyn i Asks socken i Motala kommun i Östergötlands län. Ask klassades 2000 som en småort och hade då 53 invånare. Vid SCB:s beräkning 2005 hade orten färre än 50 invånare och således föll den ur SCB:s statistik för småorter. Vid småortsavgränsningen 2015 avgränsades här åter en småort,,, men vid avgränsningen 2020 uppfylldes inte längre kraven för att utgöra småort. 
I byn återfinns Asks kyrka.
Asks kyrkby omtalas i ett diplom utfärdat i Vadstena 26 februari 1413 enligt vilket Tyrgils Bagge till Vadstena kloster skänkte sin gård i byn (sin ägolott i Aska sokn i kyrkbyn i Asca härad).
Aska härad kan ha fått sitt namn antingen av Asks by i Asks socken eller av Aska by i Hagebyhöga socken. Båda byarna har ett centralt läge inom den gamla slättbygden i Aska härad.